# Saint-Léger-de-Rôtes
Saint-Léger-de-Rôtes település Franciaországban, Eure megyében. Lakosainak száma 456 fő (2022. január 1.). Saint-Léger-de-Rôtes Fontaine-l’Abbé és Nassandres sur Risle községekkel határos.

## Népesség
A település népessége az elmúlt években az alábbi módon változott:
| Lakosok száma | 354  | 444  | 465  | 421  | 403  | 399  | 436  | 464  | 466  | 456  |
|               | 1968 | 1982 | 1990 | 2006 | 2013 | 2015 | 2017 | 2019 | 2020 | 2022 |